# Kozmice (powiat Benešov)
Kozmice – gmina w Czechach, w powiecie Benešov, w kraju środkowoczeskim. Według danych Czeskiego Urzędu Statystycznego z dnia 1 stycznia 2013 liczyła 418 mieszkańców.